# 盛和资源
盛和资源控股股份有限公司（上交所：600392），简称盛和资源，是上交所上市公司。
公司的前身是太原理工天成科技股份有限公司（简称太工天成），于2003年5月在上海证券交易所上市交易。2012年12月，太工天成完成了向山西省焦炭集团有限责任公司出售全部资产和负债、向乐山盛和稀土股份有限公司股东发行股份购买乐山盛和稀土股份有限公司99.9999%股权的重大资产重组的实施方案；2013年，乐山盛和稀土股份有限公司完成借壳上市，公司名称更为现名。